# Leave It to Smith
Leave It to Smith é um filme britânico de 1933, do gênero comédia, dirigido e estrelado por Tom Walls, que também contou com Carol Goodner, Anne Grey, Peter Gawthorne e Basil Radford. É também conhecido como Just Smith.
O filme foi baseado em uma peça de Frederick Lonsdale e produzido por Michael Balcon.

## Elenco
- Tom Walls - Smith
- Carol Goodner - Mary Linkley
- Anne Grey - Lady Moynton
- Allan Aynesworth - Lord Trench
- Eva Moore - Lady Trench
- Reginald Gardiner - Lord Redwood
- Veronica Rose - Lady Redwood
- Hartley Power - John Mortimer
- Basil Radford - Sir John Moynton
- Peter Gawthorne - Rolls
- Leslie Perrins - Duque de Bristol